# Lukas Blaha
Lukas Blaha (* 22. April 1988 in Wien) ist ein ehemaliger österreichischer Handballspieler.

## Karriere
Der gebürtige Wiener begann seine aktive Profi-Karriere 2007 bei den Aon Fivers Margareten, bei welchen er davor auch schon in diversen Jugendligen aktiv war. 2008 wechselte er zu Union Leoben. Bereits im Jahr 2010 wechselte er wieder zurück nach Wien zu den Aon Fivers Margareten, mit denen er 2011 die Österreichische Meisterschaft gewann.
Mit Start der Saison 2011/2012 wechselte Lukas Blaha zum SC Ferlach.
Nachdem er für die Saison 2012/2013 bei den HC ECE Bulls Bruck spielte ging er zurück zum SC Ferlach, welcher mittlerweile in die HLA aufgestiegen war. Seit der Saison 2014/15 steht er wieder bei seinem Jugendverein dem UHC Gänserndorf unter Vertrag. Mit dem Team stieg Blaha nach der Saison 2015/16 aus der zweithöchsten Liga in die Regionalliga ab. Nach der Saison 2016/17 beendete der Handballtorwart seine aktive Karriere.
Lukas Blaha ist als selbstständiger Steuerberater tätig.